# فرماندار (ایالات متحده)
فرماندار (انگلیسی: Governor) جایگاهی در ساختار سیاسی ایالات متحده آمریکا است، که به عنوان رئیس اجرایی و فرمانده قوا در هر ایالت، فعالیت می‌نماید. در هر یک از ۵۰ ایالت و ۵ قلمرو ایالات متحده، فرماندار به‌عنوان رئیس کشور و رئیس حکومت محسوب می‌شود. فرمانداران مسئول اجرای قوانین ایالتی و نظارت بر عملکرد قوه مجریه می‌باشند. فرمانداران سیاست‌ها، برنامه‌های جدید و تجدید نظر شده را با استفاده از ابزارهای متنوعی همچون دستورها و بودجه‌ها اجرایی، پیشنهادها و اعمال وتوهای قانونگذاری، پیش برده و دنبال می‌کنند. فرمانداران مسئولیت‌ها و اهداف مدیریتی حوزه تحت سرپرستی خود را با پشتیبانی و همکاری رؤسای ادارات و نمایندگی‌های زیرمجموعه فرمانداری اجرا می‌نمایند، که اغلب اختیارات عزل و نصب آنها را نیز دارا می‌باشند. اکثر فرمانداران همچنین صلاحیت تعیین قاضی دادگاه ایالتی حوزه ایالتی خود را نیز دارا می‌باشند.

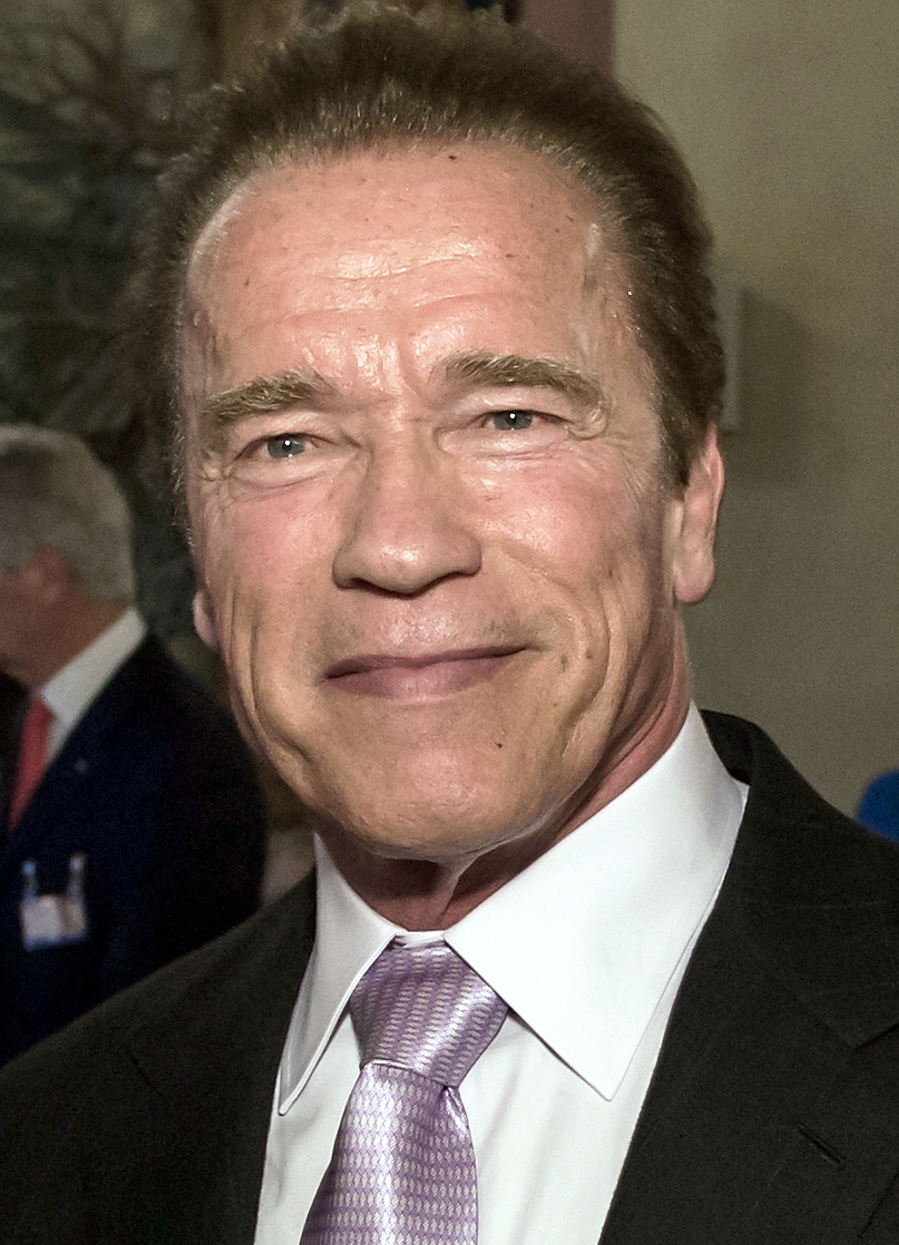
آرنولد شوارتزنگر، سی و هشتمین فرماندار کالیفرنیا در ایالات متحده آمریکا